# NSB Type Cmdo 8a
Während des Zweiten Weltkrieges war die Eisenbahn in Norwegen für die deutschen Besatzungstruppen sehr wichtig. Deshalb wurden während dieser Zeit viele Fahrzeuge der Reichsbahn nach Norwegen gebracht, wo sie nach Kriegsende im Mai 1945 blieben. Sie wurden als Kriegsbeute oder Kriegsersatz behandelt und von der Direktion für zivile Notfallplanung verwaltet und teilweise erst zu einem späteren Zeitpunkt formal an Norges Statsbaner übertragen, obwohl sie bereits die ganze Zeit von NSB benutzt wurden.

## Geschichte
Unter der Baureihe NSB Type 8a wurden fünf Dieseltriebwagen eingereiht. Dies waren der 1934 mit der Achsformel 2' B' von der WUMAG gebaute dieselmechanische 137 041 sowie die alle im gleichen Jahr entstandenen 137 123, 124, 134 und 135. 137 123 und 124 wurden in Dessau und 137 134 und 135 bei Talbot und bei der Waggonfabrik Danzig hergestellt.
Die Triebwagen wurden in die norwegische Bauart Type Cmdo 8a eingereiht. Dabei steht nach dem norwegischen Nummernplan C für 3. Klasse, m für Motor, d für Diesel und o für Drehgestell.

## Type Cmdo 8a
Die 137 041, 123, 124, 134 und 135 wurden offiziell am 12. November 1945 unter der Baureihe Type Cmdo 8a, Nummer 18290 bis 18294, von NSB übernommen.
Technische Daten der Triebwagen siehe:

## Type Cmdo 9a
1946 musste die Type Cmdo 8a für den Neubau einer Serie von vier Triebwagen für den Schnellverkehr freigemacht werden. Deshalb wurden die Type Cmdo 8a 18290 bis 18294 am 31. Mai 1946 in die Baureihe Type Cmdo 9a mit gleichbleibenden Nummern eingereiht.
Die Triebwagen wurden auf der Solørbane zwischen Kongsvinger und Hamar eingesetzt. Sie erhielten die rotbraune Farbgebung mit hellgelben Aufschriften und Streifen. 18292 und 18293 waren nach der Überarbeitung der Maybach-Motoren im Jahr 1950 in Dokka beheimatet und befuhren den Abschnitt Dokka–Reinsvoll–Skreia sowie fallweise nach Gjøvik. Die Züge waren oft mit Gepäckanhänger Gx („Koffert“) in Betrieb, die auch mit den Baureihen Type 86, Type 87 und Type 91 zum Einsatz kamen. 18292 und 18293 waren bis 1956 in Betrieb und wurden 1958 verschrottet.
Bereits am 17. Dezember 1953 wurde die Triebwagen Type Cmdo 9a 18290 (ehemals 137 041) sowie 18291 und 18294 (ehemals 137 123 und 135) ausgemustert.

## Type Bmdo 9a
Alle Eisenbahnverwaltungen, die 1956 Mitglied des Internationalen Eisenbahnverbandes (UIC) mit Sitz in Paris waren, änderten in diesem Jahr ihre Klassenbezeichnungen. Die 3. Klasse wurde zur 2. Klasse aufgewertet. Im neuen Bezeichnungssystem wurde bei allen beteiligten Bahnen die 1. Klasse mit dem Buchstaben A und die 2. Klasse mit dem Buchstaben B bezeichnet.
Am 1. Juli 1956 wurden alle vorhandenen Fahrzeugbaureihen mit Verbrennungsmotor so einsortiert, dass zur ehemaligen, meist einstelligen Typennummer die Zahl 80 hinzuaddiert wurde und so die ehemalige Typennummer erkennbar blieb. Einige Triebwagen, die ausgesondert werden sollten, erhielten keine neue Typennummer, so dass es Lücken im neuen System gab. Diese Regelung traf für die beiden noch vorhandenen Triebwagen Type Cmdo 9a zu, die nun die Baureihenbezeichnung Type Bmdo 9a bekamen. Auf die Vergabe der geplanten neuen Typennummer NSB Type 89 wurde verzichtet. Diese wurde erst 1981 an von Schweden gekaufte Fahrzeuge vergeben. Noch im gleichen Jahr wurde der 18292 (ehemals 137 124) ausgemustert, der Wagen 18293 (ehemals 137 134) wurde 1958 außer Betrieb genommen.

## Einsätze
Die Triebwagen kamen mit der Eisenbahn-Batterie 689 Ende 1944 / Anfang 1945 zum Einsatz in Norwegen. Nachgewiesen sind Einsätze als Zugfahrzeuge für gepanzerte Eisenbahngeschütze, wobei sie in Grorud sowie Brødremoen stationiert waren.
Nach Kriegsende und der Übernahme durch NSB wurden die Triebwagen im Distrikt Oslo auf der Solørbane eingesetzt. Die während des Krieges verschlissenen Fahrzeuge erwiesen sich als sehr störanfällig. So musste 18291 bereits nach wenigen Betriebskilometern aus dem Verkehr gezogen werden.
1950 wurden die Motoren der Triebwagen 18292 und 18293 bei Maybach überholt. Die aufgearbeiteten Triebwagen waren danach auf der Valdres- und der Skreiabane noch bis 1955 und 1958 in Betrieb.